# Автомагистрали в Словакия
Автомагистралите в Словакия са част от националната пътна мрежа на страната. Те са с обща дължина от 496 км. Има два вида магистрали:
- Автомагистрали (четири броя) – обозначени с D и с ограничение 130 км/ч
- Скоростни пътища (пет броя) – обозначени с R и с ограничение 130 км/ч

За използването на определени участъци от тях трябва електронна винетка.

## Автомагистрали

### D1
Това е най-натоварената автомагистрала в Словакия. Тя е планирана да свързва Братислава и границата с Украйна . Тя е дълга 517 км, от които към септември 2022 г. има 395 км в експлоатация. Пресича Търнава, Тренчин, Жилина, Попрад, Прешов и Кошице. Това е най-дългата автомагистрала в Словакия и в момента заема 72.7% от автомагистралната мрежа на Словакия.

### D2
Това е основната автомагистрала свързваща Словакия  и Чехия ,както и Унгария . С автомагистралата от Чешка и Унгарска страна, тя свързва Будапеща и Прага през Гьор, Братислава и Бърно. Дълга е 80 км и е единствената автомагистрала, която е напълно завършена. Заема 14.7% от автомагистралната мрежа на страната.

### D3
Тази автомагистрала свързваща Словакия  и Полша . Планирана е да свързва Жилина с границата с Полша. Дълга е 65 км, от които 33 км са в употреба. Магистралата представлява 6% от автомагистралната мрежа на страната.

### D4
Това е единствената автомагистрала, която свързва Австрия  и Словакия . Заема роля на околовръстен път на Братислава. Прави възли с R7 и D1. Предстои нов участък, който ще го свърже с D2. В експлоатация са 32 км от 48 км. Представлява 5.8% от автомагистралната пътна мрежа.

## Скоростни пътища

### R1
Това е главния скоростен път свързващ Банска Бистрица и Кошице през Ружомберок. Започва от Търнава и пресича Нитра и Зволен преди Банска Бистрица. Дълъг е 271 км, от които 178 км са построени (от Банска Бистрица до Ружомберок не е построен). Представлява 52.3% от Скоростно-пътната мрежа на страната.

### R2
Това е южния скоростен път на Словакия. Започва в Тренчи и минава през Зволен и Рознава преди да стигне Кошице. Дълъг е 337 км, от които само 68 са построени, което представлява 21.8% от Скоростно-пътната мрежа на страната.